# Greg Trygstad
Gregory John Trygstad (* 29. Juli 1967) ist ein ehemaliger US-amerikanischer Basketballspieler.

## Laufbahn
Trygstad spielte als Schüler in seinem Heimatland, den Vereinigten Staaten, für die Basketballmannschaft der Bonita High School in La Verne (Bundesstaat Kalifornien). Von 1986 bis 1988 war der 2,03 Meter große Innenspieler Mitglied der Hochschulmannschaft der University of California, Santa Barbara, wechselte dann an die Eastern Washington University. Nachdem er in der Saison 1988/89 gemäß den Wechselbestimmungen der NCAA ausgesetzt hatte, lief Trygstad 1989/90 in 27 Partien für Eastern Washington auf und erzielte im Schnitt 12,3 Punkte sowie 6,3 Rebounds je Begegnung.
Als Berufsbasketballspieler war Trygstad in Deutschland Mitglied der Adler Union Frintrop in Essen, dann des MTV Wolfenbüttel, ehe er 1994 zum Bundesliga-Aufsteiger Forbo Paderborn 91 wechselte. Mit den Ostwestfalen ereilte ihn jedoch in der Saison 1994/95 als Tabellenvorletzter der Relegation der Bundesliga-Abstieg. Später spielte Trygstad in Bochum und beim ETB Schwarz-Weiß Essen (2. Bundesliga).